# Tarundia servillei
Tarundia servillei är en insektsart som först beskrevs av Maximilian Spinola 1839.  Tarundia servillei ingår i släktet Tarundia och familjen Ricaniidae. Inga underarter finns listade i Catalogue of Life.